# Обервізенталь
Обервізенталь (нім. Oberwiesenthal) — місто в Німеччині, розташоване в землі Саксонія. Входить до складу району Рудні Гори.
Площа — 39,98 км2. Населення становить 2055 ос. (станом на 31 грудня 2020).

## Географія

### Адміністративний поділ
Місто  складається з 5 районів:
- Обервізенталь
- Унтервізенталь
- Гаммерунтервізенталь
- Ротес-Форверк
- Ноєс-Гаус